# Ubarwienie ochronne

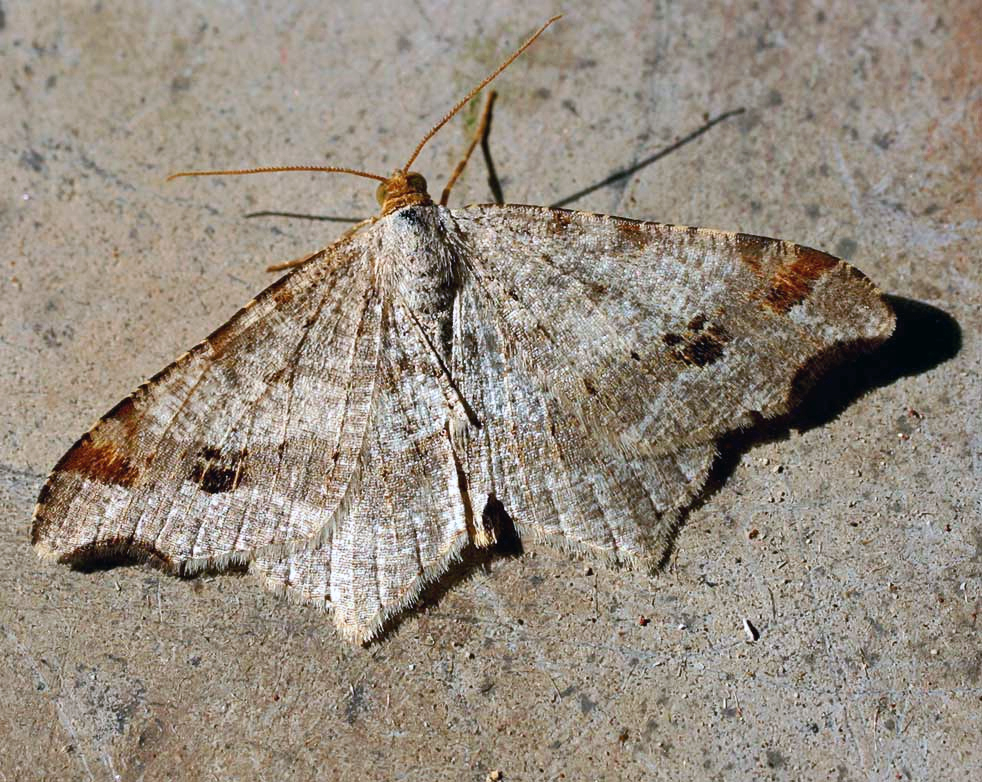
Witalnik dębiak

Ubarwienie ochronne, ubarwienie kryptyczne, ubarwienie maskujące – ubarwienie zwierząt, mające pełnić obronę przed wrogami lub pomagać w zamaskowaniu się drapieżnika na tle środowiska podczas jego łowów. Ubarwienie ochronne polega na upodobnieniu się barwą ciała i jej deseniem do środowiska, w którym dane zwierzę żyje. Ubarwienie ochronne jest bardzo szeroko rozpowszechnione wśród zwierząt. U niektórych gatunków jest jedyną, bierną metodą obrony przed wrogami, u innych wspomaga inne metody (np. ucieczka, gruczoły jadowe, pancerz, itp.).  Niedźwiedź polarny (Thalarctos maritimus)  ma przez cały rok sierść koloru białego, jak śnieg i lód, wśród których żyje. Pasikonik żyjący wśród traw i rzekotka drzewna (Hyla arborea) żyjąca wśród liści drzew ubarwione są na zielono. Ubarwienie ochronne nie dotyczy tylko koloru, ale również deseni na ciele, które u wielu zwierząt są bardzo podobne do otoczenia w którym żyją. Np. grzbietowa powierzchnia ciała żyjącej przy dnie morskim ryby gładzicy (Pleuronectes platessa) upodabnia ją kolorem i deseniem do tego dna. Niektóre motyle mają na skrzydłach kolor i deseń identyczny, jak kora drzew, na których zwykle siadają. 
U zwierząt żyjących w klimacie umiarkowanym ubarwienie ochronne dostosowuje się do pór roku. Np. u zająca szaraka (Lepus europaeus), daniela (Dama dama) ubarwienie ciała staje się jaśniejsze, a futro bardziej gęste (tzw. szata zimowa). U wielu gatunków zwierząt ubarwienie samic jest bardziej ochronne, niż samców, które mają często ubarwienie o jaskrawych kolorach, widoczne wyraźnie na tle otoczenia. Niektóre zwierzęta potrafią w krótkim czasie zmienić ubarwienie całego ciała, jak np. kameleonowate.